# Glochidion ornatum
Glochidion ornatum är en emblikaväxtart som beskrevs av Wilhelm Sulpiz Kurz, Johannes Elias Teijsmann och Simon Binnendijk. Glochidion ornatum ingår i släktet Glochidion och familjen emblikaväxter.
Artens utbredningsområde är Sumatera. Inga underarter finns listade i Catalogue of Life.